# Rezerwat przyrody Głęboki Kąt
Głęboki Kąt – leśny rezerwat przyrody położony na terenie gminy Hajnówka, w powiecie hajnowskim,  w województwie podlaskim.
Powierzchnia: 40,30 ha (akt powołujący podawał 40,46 ha)
Rok powstania: 1979
Rodzaj rezerwatu: leśny
Celem ochrony rezerwatu jest zachowanie dla celów naukowych, dydaktycznych i turystycznych naturalnych zbiorowisk leśnych, typowych dla Puszczy Białowieskiej oraz drzewostanów występujących na torfowiskach głębokich, stanowiących fragmenty zbliżone do pierwotnej puszczy, szczególnie świerczyny bagiennej.